# Parma mccullochi
Parma mccullochi es una especie de peces de la familia Pomacentridae en el orden de los Perciformes.

## Morfología
Los machos pueden alcanzan los 20 cm de longitud total.

## Hábitat
Es un pez de mar.

## Distribución geográfica
Habita en el oeste de Australia.